# Il sottotenente Gustl
Il sottotenente Gustl (titolo orig. Leutnant Gustl o, secondo la nuova ortografia, Lieutenant Gustl) è una novella di Arthur Schnitzler. Scritta fra il 14 e il 19 luglio 1900, venne letta il 23 novembre dello stesso anno a Breslavia dall'autore, e uscì il mese successivo sul supplemento di Natale della Neue Freie Presse, il quotidiano di Vienna. Fu stampato in libro nel 1901, con le illustrazioni di Moritz Coschell, dall'editore S. Fischer di Berlino.
Il testo è quasi interamente un monologo interiore, il primo esperimento di tal genere nella letteratura tedesca. Vi si rappresentano le ossessioni, le paure e le nevrosi di un giovane tenente dell'esercito imperialregio austro-ungarico. 
Dall'opera fu tratta la sceneggiatura dell'omonimo film, girato nel 1962, e interpretato da Hans Moser.

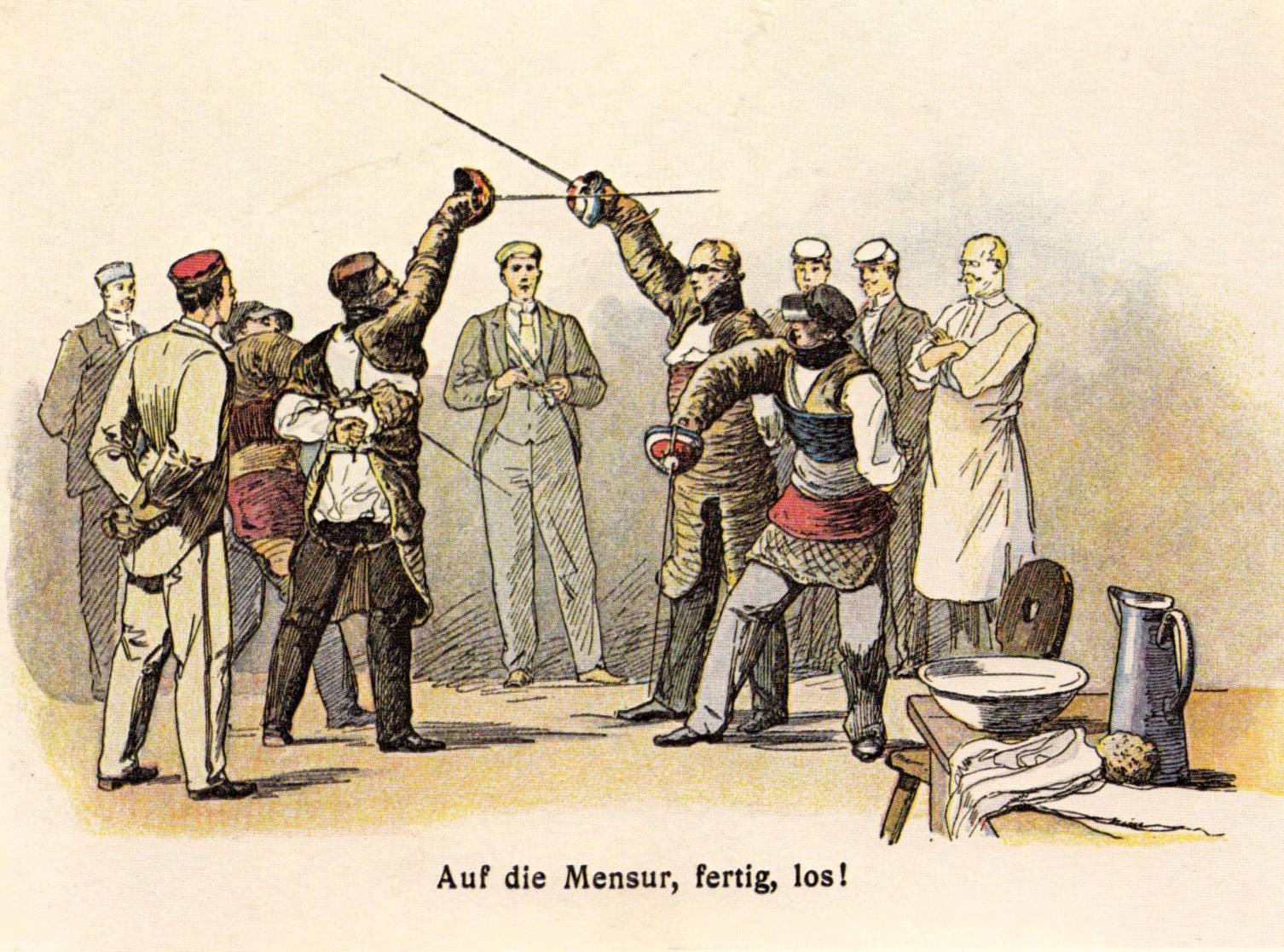
Duello all'arma bianca, Würzburg c.1900

## Trama
Scritto tra Al pappagallo verde (Der grüne Kakadu, 1899) e Girotondo (Reigen, 1900), Il sottotenente Gustl è un lungo monologo del protagonista, che inizia a teatro, dove si rappresenta un oratorio. L'ufficiale ha avuto il biglietto da un amico ma non è affatto contento di essere in sala: si annoia, è irrequieto, pensa soprattutto alle donne, in particolare a Steffi, una mantenuta delle cui grazie gode "lasciando le spese all'altro". (Schnitzler, pg. 7) Ma accetta la promiscuità perché il suo senso dell'onore è molto superficiale, e corrisponde alle sole apparenze. Rimugina anche sul duello che dovrà affrontare contro un dottore ebreo che ha provocato di proposito. Poco dopo termina il concerto e tutti escono. Nella calca di fronte al guardaroba dove Gustl cerca di prendere il cappotto, viene spinto violentemente da un omone grande e grosso: è il panettiere Habetswallner, che conosce perché frequentano lo stesso bar. Impreca ad alta voce e lo spinge a sua volta ma questi impugna l'elsa della spada dell'ufficiale e gli intima di tacere dicendogli, praticamente nell'orecchio: "se il signor tenente fa il minimo scalpore le tiro fuori la sciabola dal fodero, la faccio in due e mando i pezzi al comando del suo reggimento". (Schnitzler, pg. 30) Gustl non reagisce e lascia andare l'uomo, di cui teme la forza. Rimane come scioccato e non riesce a riprendersi: "Santo cielo ho sognato? Lo ha detto veramente? ... ma dov'è?... Se ne sta andando... Dovrei snudare la sciabola e tagliarlo a pezzi - - Santo cielo, non avrà mica sentito nessuno?... No, parlava sottovoce, al mio orecchio... Ma perché non lo raggiungo e non gli scoperchio il cranio?... No, non va, non va... avrei dovuto farlo subito... Perché non l'ho fatto subito?... Non potevo... non mollava l'impugnatura, ed è dieci volte più forte di me...". (Schnitzler, pg. 35) Continuando a rimuginare sull'incredibile offesa, e specialmente sull'epiteto ragazzaccio con cui è stato apostrofato, cammina agitato per le vie di Vienna per molte ore, in piena notte, fino a giungere al Prater.
Qui resta tutta la notte seduto su una panchina, rigirando nella mente le mille ipotesi sul comportamento che deve assumere un ufficiale in casi come questo: alla fine ritiene che l'unico modo per salvare l'onore sia uccidersi e decide di farlo sparandosi una pallottola alla tempia. Infatti il panettiere potrebbe raccontare a tutti di aver offeso un ufficiale senza che questi reagisse e di averlo minacciato a piacimento, contando sulla sua vigliaccheria. Gustl è diviso tra un senso dell'onore puramente formale e l'incapacità di ribellarsi allo schema sociale che è costretto a subire. Mentalmente dice addio alla madre e alla sorella, pensa a come salutare gli amici ed è pronto al gesto estremo, ormai è passata l'alba, si avvia verso casa: "Ah... ecco!... e adesso raccogli le idee, Gustl... prendi le ultime disposizioni! Sicché domattina la facciamo finita... domattina alle sette... le sette sono una bella ora". (Schnitzler, pg. 51) Prima però si concede una colazione sostanziosa: ordina caffè, panna e cornetti. La cameriera lo serve e gli dice: "Signor tenente ha già sentito?..." Cosa?..."il fornaio si è sentito male a mezzanotte ed è morto sul colpo"... "Che fortuna essere venuto qui al caffè altrimenti mi sarei ucciso per niente...pare quasi una fatalità". (Schnitzler, pg. 59) Liberato dalla paura di essere denunciato per la sua vigliaccheria, ora che sa che il fornaio non potrà più parlare con nessuno, Gustl esplode in una felicità incontenibile e pensa già al duello di domani: "aspetta un po' mio caro! Mi sento proprio in vena... ti ridurrò in poltiglia". (Schnitzler, pg. 61)

## Significato letterario
Gustl è un aperto atto d'accusa contro il comportamento antisemita e ipocrita della gerarchia militare asburgica, in un momento critico di passaggio a cavallo del XX secolo. Il racconto, considerato antimilitarista, suscitò al suo apparire critiche feroci da parte dell'apparato militare e della Corte, che lo bollò subito come un attacco alla santità dell'onore dell'Imperial-regio Esercito, e quindi uno dei fondamenti della Duplice Monarchia. L'autore venne infangato perché ebreo, e bollata come "stampa ebraica" la Neue Freie Press, allora guidata alla direzione da Moriz Benedikt: vennero identificati come nemici dello Stato. Schnitzler, medico militare e tenente della Riserva col grado di ufficiale, fu considerato un traditore e pertanto rimosso dal suo incarico da una corte d'onore. La Neue Freie Presse fu costretta a pubblicare un editoriale in cui si lodavano le "eccellenti qualità del corpo degli ufficiali austriaci".
Anche se si svolgono sullo sfondo del tramonto dell'Impero Asburgico, le storie di Schnitzler sono sorprendentemente contemporanee. Gustl rappresenta la voglia di vivere senza pentimento, che viene costretta dalle convenienze a scegliere la morte, almeno fino a quando uno scioglimento inaspettato del suo dilemma, dettato dal caso, lo rimette in vita. Il monologo interiore e le trame rivelatrici sono tecniche innovative che Schnitzler padroneggia da maestro per svolgere i temi preferiti dei suoi racconti.

## Edizioni italiane
- Il sottotenente Gustl, Introduzione e trad. di Giuseppe Farese, Collana BUR Bilingue, Milano, Rizzoli, 1984,  p. 126. - I Grandi Classici della Letteratura Straniera, Milano, Fabbri Editori, 1997; Collana Racconti d'Autore n.8, Milano, [in allegato a] Il Sole 24 Ore, 2011.
- Il sottotenente Gustl, a cura di Giulia Alberico e Maria Letizia Belardelli, Collana Il Segnalibro, Napoli, Morano Editore, 1993.
- Sottotenente Gustl, traduzione di Silvana Vassilli e Paola Moro, a cura di C. Galvani, Collana Piccola Biblioteca Universale n.5, Pordenone, Studio Tesi, novembre 1993, ISBN 978-88-769-2425-5.
- Il sottotenente Gustl, in:  Novelle, collana UEF. I Classici n.2181, traduzione di Cesare De Marchi, Milano, Feltrinelli, 2006, ISBN 978-88-078-2181-3.
- Tenente Gustl, traduzione di Sabrina Mori Carmignani, Collana Le Occasioni, Bagno a Ripoli, Passigli, 2018, 2023, ISBN 978-88-368-1637-8.
- Il sottotenente Gustl, traduzione di Renata Colorni, Introduzione e cura di Elisabeth Galvan, illustrazioni di Moritz Coschell, Collana BUR Classici Moderni, Milano, Rizzoli, 2024, ISBN 978-88-171-8689-6.